# Nickelodeon Polska
Nickelodeon Polska ist die polnische Version des US-amerikanischen Fernsehsenders Nickelodeon. Er startete am 10. Juli 2008 um 12:00 Uhr und sendete damals Sonntag–Donnerstag von 05:00–22:00 Uhr und Freitag–Samstag von 05:00–23:00 Uhr. Seit dem 1. März 2011 sendet Nickelodeon Polska 24 Stunden täglich. Das damalige internationale Logo wurde am 4. März 2011 eingeführt.
Der Feed wurde zum 27. Dezember 2021 von Nickelodeon Central and Eastern Europe übernommen. Seitdem werden nur die Werbepausen separat geschaltet und sind auf Polen zugeschnitten, gleicherweise wird bei Nickelodeon Austria und Nickelodeon Schweiz verfahren. Anfänglich gab es noch regelmäßige Programmunterschiede zu Nickelodeon Central and Eastern Europe, wie Rodzina zastępcza (jede Nacht, die ganze Nacht gezeigt) und Kally's Mashup. Heutzutage befinden sich nur noch geringfügige Programmunterschiede.
Im Zuge der Einstellung von Nickelodeon Ukraine Pluto TV am 1. Juli 2023, wurde kurz zuvor eine ukrainische Audiospur zum Sender hinzugefügt.

## Ausstrahlung
Nickelodeon Polska sendet sieben Tage in der Woche, wobei sich die Sendezeiten mehrmals änderten. Der Sender sendete in folgenden Zeiten:
- 10. Juli 2008 – 21. Juni 2009: Sonntag–Montag von 05:00–22:00, Freitag und Samstag von 05:00–23:00
  - ab 31. Dezember 2008: mittwochs von 05:00–01:00
- 22. Juni 2009 – 12. Januar 2010: täglich 05:00–23:00
  - ab 31. Dezember 2009: donnerstags 05:00–1:30
- 23. Januar 2010 – 28. Februar 2010: täglich 05:00–02:00
- ab dem 1. März 2010: 24 Stunden täglich

Bevor der Sender in Polen startete, wurden die Nickelodeon-Serien auf dem heute eingestellten Kindersender Fantastic ausgestrahlt. Der Sender sendete diese 12 Stunden täglich. Später sendete der Sender MiniMax (später ZigZap, heute teleTOON+) einige Zeichentrickserien, sowie die Serien The Amanda Show und Zoey 101. Andere Sender die Nickserien sendeten oder noch senden sind: Canal+, MTV Polska, Polsat, TV 4, TVP1, TVP3, Disney Channel, KidsCo, Comedy Central Polska, VIVA Polska und Comedy Central Family.

## Empfang
Nickelodeon Polska ist über Satellit bei den Anbietern n und Cyfrowy Polsat empfangbar. Über das IPTV wird der Sender bei Orange angeboten. Per Kabel wird der Sender von den Providern Vectra, UPC Polska, INEA, ASTER, Multimedia Polska und weiteren verbreitet. Auch wird der Sender kostenpflichtig über DVB-T verbreitet.

## Sendungen

### Nicktoons-Serien
- Awatar: Legenda Aanga (Avatar – Der Herr der Elemente)
- Danny Phantom
- Fanboy i Chum Chum (Fanboy & Chum Chum)
- Horoskop według Skalmara
- Jimmy Neutron: mały geniusz (Jimmy Neutron)
- Śmieszaczki (Kikoriki)
- Club Winx (Winx Club)
- Kotopies (CatDog)
- Kung Fu Panda: Legenda o niezwykłości (Kung Fu Panda)
- Legenda Korry (Die Legende von Korra)
- Mighty B! (Mighty B! Hier kommt Bessie)
- Pełzaki (Rugrats)
- Pingwiny z Madagaskaru (Die Pinguine aus Madagascar)
- Planeta Sheena (Planet Max)
- SpongeBob Kanciastoporty (SpongeBob Schwammkopf)
- Turbo Dudley - psi agent (T.U.F.F. Puppy)
- Wróżkowie chrzestni (Cosmo und Wanda – Wenn Elfen helfen)
- Zagroda według Otisa (Barnyard – Der tierisch verrückte Bauernhof)
- Z życia nastoletniego robota (Teenage Robot)
- Harmidom (Willkommen bei den Louds)

### Nick Jr.-Serien
- Bąbelkowy świat gupików (Bubble Guppies)
- Dalej, Diego! (Diego)
- Dora poznaje świat (Dora)
- Fifi (Fifi und die Bluemkinder)
- Małe królestwo Bena i Holly (Ben & Hollys kleines Königreich)
- Ni Hao Kai Lan (Ni hao, Kai-lan)
- Olivia
- Śladem Blue (Blue’s Clues – Blau und schlau)
- Umizoomi
- Wspaniałe zwierzaki (Wonder Pets)

### TeenNick-Serien
- Big Time Rush
- Brygada (Troop – Die Monsterjäger)
- Drake i Josh (Drake & Josh)
- iCarly
- Księżniczka z Krainy Słoni (Elephant Princess)
- Nieidealna (Unfabulous)
- Power Rangers Samurai
- Super Ninja (Supah Ninjas)
- Tajemnice domu Anubisa
- True Jackson
- Victoria znaczy zwycięstwo (Victorious)

### Sendungen auf anderen Sendern
- Wróżkowie chrzestni (Cosmo und Wanda – Wenn Elfen helfen) – Disney Channel, KidsCo
- Pelswick – KidsCo
- SpongeBob Kanciastoporty (SpongeBob Schwammkopf) – TVP1
- Big Time Rush – VIVA Polska, MTV Polska, Comedy Central Polska
- iCarly – TVP1, Comedy Central Family, MTV Polska, Comedy Central Polska
- Dora poznaje świat (Dora) – TVP1

## Nickelodeon HD
Als HD-Version von Nickelodeon empfing man den panregionalen Sender Nickelodeon HD Europe (mittlerweile Nickelodeon Global). Der Sender startete am 4. Oktober 2011. Empfangbar war der Sender bei den Satellitenanbietern Cyfrowy Polsat, nc+ und Orange. Da es sich hierbei um eine panregionale Variante von Nickelodeon handelte, sendete der Sender ein anderes Programm aus als der SD-Ableger, 24 Stunden. Am 15. Februar 2018 wurde der Sender in Polen durch Nicktoons Polska HD (mittlerweile Nicktoons CEE) ersetzt, in den anderen Ländern ist der Sender weiterhin empfangbar.

### Sendungen
- Awatar: Legenda Aanga (Avatar – Der Herr der Elemente)
- Big Time Rush
- Brygada (Troop – Die Monsterjäger)
- Drake i Josh (Drake & Josh)
- Fanboy i Chum Chum (Fanboy & Chum Chum)
- iCarly
- Kung Fu Panda: Legenda o niezwykłości (Kung Fu Panda) (Fernsehserie)
- Legenda Korry (Die Legende von Korra)
- Jimmy Neutron: mały geniusz (Jimmy Neutron)
- Pingwiny z Madagaskaru (Die Pinguine aus Madagascar)
- Planeta Sheena (Planet Max)
- Power Rangers Samurai
- SpongeBob Kanciastoporty (SpongeBob Schwammkopf)
- Tajemnice domu Anubisa
- True Jackson
- Victoria znaczy zwycięstwo (Victorious)
- Wróżkowie chrzestni (Cosmo und Wanda – Wenn Elfen helfen)
- Ben & Hollys kleines Königreich[6]

## Kontroversen
In der Serie Willkommen bei den Louds wurden mehrere Folgen ab dem 6. Juni 2018 aufgrund einer Beschwerde von Ordo Iuris beim polnischen Nationalen Rundfunkrat über die in der Serie vorgestellten LGBT-Themen vom Rundfunk ausgeschlossen.